# Белковцы
Белковцы (укр. Білківці) — село в Озёрнянской сельской общине Тернопольского района Тернопольской области Украины.
До 2020 года входило в Зборовский район.
Код КОАТУУ — 6122681002. Население по переписи 2001 года составляло 219 человек.

## Географическое положение
Село Белковцы находится на левом берегу реки Высушка,
выше по течению на расстоянии в 0,5 км расположено село Сыровары,
ниже по течению на расстоянии в 2,5 км расположено село Осташевцы,
на противоположном берегу — село Богдановка.

## История
- 1532 год — дата основания.

## Объекты социальной сферы
- Школа I ст.